# Soleide
Soleidele (Soleidae) este o familie de pești marini adaptați la o viață bentonică din ordinul pleuronectiformelor.

## Descrierea
Pești de talie mică sau mijlocie având o lungime totală de la 7 până la aproximativ 70 cm. 
Au un corp oval și alungit în formă de frunză sau limbă, puternic comprimat lateral (care în stare matură e asimetric). Capul este nediferențiat de trunchi, cu botul rotunjit, în formă de un lob cărnos. Maxila proeminează mult în afara mandibulei. Gura mică, inferioară, puternic curbată, cu dinți foarte mici, catifelați, abia vizibili, sau lipsită complet de dinți.
Ochii sunt foarte mici, foarte apropiați și sunt situați pe partea dreaptă a corpului, îndreptată spre lumină; ochiul superior este plasat înaintea ochiul inferior. Partea stângă pe care stau culcați pe fund este lipsită de ochi. 
Preoperculul acoperit cu piele și solzi. Marginile preoperculului sunt ascunse sub piele și sub solzi. Orificiul branhial este mic.
Înotătoarele nu au raze spinoase. Înotătoarea dorsală începe înainte de ochiul superior și se întinde până la coada. Înotătoarea anală este de asemenea foarte lungă, se întinde de la cap până la coadă. Înotătoarea caudală distinctă, complet separat de înotătoarele dorsală și anală, sau mai mult sau mai puțin unită cu ele. Înotătoarele pectorale mici sau absente, înotătoarele ventrale, de asemenea, mici sunt așezate înaintea celor pectorale; și atât unele cât și celelalte pot să lipsească.
Linie laterală prezentă pe ambele părți, aproape rectilinie pe fața oculată (care poartă ochii) cu o ramură supratemporală arcuită, sinuoasă sau indistinctă. Corpul este acoperit cu solzi ctenoizi mărunți și aspri la atingere. 

## Colorația
Fața care poartă ochii, îndreptată spre lumină este brună sau cenușie mai mult sau mai puțin închisă, cu diferite ornamente pigmentate: pete, oceli, puncte, dungi, marmoraje ; fața oarbă albicioasă. Acești pești sunt înzestrați cu proprietatea de a mima mediul înconjurător. Colorația se schimbă foarte ușor, în funcție de culoarea fundului pe care trăiește peștele.

## Distribuția geografică și habitatul
Soleidele sunt răspândite în mările din regiunea tropicală și cea temperată, iar unele specii din America de Sud și din arhipelagul malaez au devenit dulcicole.
Sunt pești demersali, care trăiesc pe funduri moi mobile, mai ales nămoloase sau nisipoase, de la apele de lângă țărm până la adâncimi mai mari de 1000 m.

## Importanța economică
Au importanță economică mare și sunt pescuite industrial. Au carnea extrem de apreciată.

## Sistematica
Familia soleidelor include 30 de genuri și 220 de specii, inclusiv 7 genuri și 16 specii care trăiesc în Marea Mediterană și Marea Neagră. 

## Specii din România
Pe litoralul românesc al Mării Negre trăiește o singură specie - limba de mare (Pegusa nasuta, sinonim Solea nasuta).

## Specii din Marea Neagră
În Marea Neagră au fost identificate 4 specii de soleide.
| Denumirea științifică latină                 | Autorul taxonului | Denumirea română                              | Originea speciei | Țara unde se întâlnește                            | Statutul IUCN              | Imaginea |
| Familia: Soleidae                            |                   |                                               |                  |                                                    |                            |          |
| Buglossidium luteum                          | (Risso, 1810)     | Limbă de mare galbenă, Limbă de mare mică     | Nativă           | Bulgaria, Turcia                                   | Neamenințată cu dispariția |          |
| Microchirus variegatus                       | (Donovan, 1808)   | Limbă de mare vărgată                         | Nativă           | Bulgaria, Turcia                                   | Neamenințată cu dispariția |          |
| Pegusa nasuta (Solea nasuta, Solea lascaris) | (Pallas, 1814)    | Limbă de mare                                 | Nativă           | Bulgaria, Georgia, România, Rusia, Turcia, Ucraina | Neamenințată cu dispariția |          |
| Solea solea                                  | (Linnaeus, 1758)  | Limbă de mare comună, Limbă de mare europeană | Nativă           | Bulgaria, Turcia                                   | Date insuficiente          |          |